# Flåsjön
Flåsjön er en sø som er en del af elven Ljungans løb, beliggende i Bergs kommun i Jämtland og Härjedalen i midtsverige. Søen har siden begyndelsen af 1970'erneværet ombygget til vandmagasin for vandkraft. v har et areal på 22,6 km².
Flåsjön var også navnet på en gård som lå ved søen før reguleringen.

## Eksterne kilder
- VISS (VattenInformationsSystem Sverige)

62°47′N 13°38′Ø / 62.783°N 13.633°Ø